# Kanton Louvigné-du-Désert
Louvigné-du-Désert is een voormalig kanton van het Franse departement Ille-et-Vilaine. Het kanton maakte deel uit van het arrondissement Fougères-Vitré. Het werd opgeheven bij decreet van 18 februari 2014 met uitwerking op 22 maart 2015. Alle gemeenten werden opgenomen in het nieuwe kanton Fougères-2.

## Gemeenten
Het kanton Louvigné-du-Désert omvatte de volgende gemeenten:
- La Bazouge-du-Désert
- Le Ferré
- Louvigné-du-Désert (hoofdplaats)
- Mellé
- Monthault
- Poilley
- Saint-Georges-de-Reintembault
- Villamée